# Aeroportul Mécheria
Aeroportul Mécheria (IATA: MZW, ICAO: DAAY) este un aeroport din Algeria ce deservește zona Mecheria. A fost numit după zona deservită.
Situat la o altitudine de 1.111 m, aeroportul dispune de o singură pistă.